# Ісаак Кушнір
Ісаак Аркадійович Кушнір (англ. Isaac Kushnir, нар. 29 вересня 1936, Київ) — видатний український педагог-новатор, винахідник емоційної та формульної геометрії. Заслужений вчитель України. Двічі лауреат премії Сороса. Автор понад 50 книжок зі шкільної геометрії.

## Праці

### Книги
Геометрія
- Ісаак Кушнір Повернення втраченої геометрії. /Серія; Математичні обрії України/ — К.: Факт, 2000. — 280 с. іл.
- Кушнір I. А. Геометрія трапеції в задачах  Вид. група «Основа», 2009
- Кушнір І. А., Фінкельштейн Л. П. Геометрія. Школа бойового мистецтва. Навчальний посібник для учнів 7-9 класів. — К.: Факт, 2001. — 232 с.
- Кушнір Ісаак, Фінкельштейн Леонід Навчання у просторі. Посібник зі стереометрії. — К.: Факт, 2003.- 168 с.
- Кушнір І. А. Трикутник і тетраедр у задачах: Книжка для вчителя.— К.: Рад. шк., 1991
- Кушнір І. A. Трикутник у задачах: Навч. посібник. — К.:Либідь, 1994. — 104 с.
- Кушнір Ісаак. 101 задача на побудову. — К.: Факт, 2007. — 156 с.
- Кушнір Ісаак. 101 задача про чудові точки трикутника. — К.: Факт, 2007. — 160 с.
- Атлас кубических пирамид МНЦНМО, 2012
- Атлас кубічних пірамід. — X.Вид. група «Основа», 2013.
- Кушнір Ісаак. Геометричні формули, що не ввійшли до шкільних підручників. — К.: Факт, 2002
- Кушнир И.А. "Посильні геометричні задачі підвищ. складности", Дніпро: Середняк Т.К. 2019 р
- Тріумф шкільної геометріі. Київ. Наш час 2007 ISBN 978-966-8174-65-0
- И. Кушнир " Учебник формульной геометрии " Дніпро: Середняк Т.К.
- Кушнір І Побудова трикутника. Енциклопедія розвʼязування задач Київ Либідь 1994
- Кушнір Методи розвʼязання задач з геометрії Київ Абрис 1994
- Кушнір Замечательная точка W Днепр 2017
- Кушнир Геометрия Поиск и вдохновение (геометрия на баррикадах) МЦНМО 2013
- Кушнир Альтернативние способи решения задач. Факт 2006
- Позиційні задачі на побудову. Вид. група «Основа», 2013.

Тригонометрія
- 101 Задача з тригонометрії. Факт. Київ. 2006. ISBN 966-359-135-8

Алгебра
- І. Кушнір, Л. Фількештейн. Не хочу бути двійєчником . Навчальний посібник з математики для учнів 5-6 класі та їх батьків. Видавництво Факт. Київ. 2000 ISBN 966- 7274- 80- 2
- І. Кушнір. У світі логаріфмів Видавництво Факт. Київ. 2004 ISBN 966-8408-50-0
- І. Кушнір. Комплексні числа теорія і практика. Видавництво Факт. Київ. 2002. ISBN 966-664-037-6
- І. Кушнір. Векторние методи решения задач. Оберіг. ISBN 5-87168-38-0
- І. Кушнір. Задачі з однією підказкою. Факт. Київ. 2003. ISBN 966-8408-14-4
- І. Кушнір. Л. Фількештейн. Алгебра. Від опанування до захоплення. Посібник для учнів 7-9 класів. Факт. Київ 2002 ISBN 966-664-057-0
- Кушнір Ісаак. 101 задача: Рівняння. — К.: Факт, 2007. — 118 с.
- Кушнір І. А. Задачі з однією підказкою / Кушнір І. А. — Х. : Вид. група «Основа», 2015
- Кушнір Ісаак, Фінкельштейн Леонід  Математика в задачах і прикладах: 101 порада абітурієнту. Видання третє. — К.: Факт, 2004

Олімпіадні задачі
- Шедеври школьной математики. Задачи с решениями в двух книгах. Астарта. Киев. 1995
- Математична олімпіада 7 клас і не тільки. Астарта, 2001. ISBN 366-523-135-9